# Marybeth Sant-Price
Marybeth Sant-Price (* 6. April 1995 in Highlands Ranch, Colorado) ist eine US-amerikanische Sprinterin und Hürdenläuferin, die sich auf die 100-Meter-Distanz spezialisiert hat.

## Sportliche Laufbahn
Marybeth Sant-Price studierte bis 2017 an der University of Oregon und besuchte anschließend die Colorado State University. Seit 2019 ist sie als Profi aktiv und startete 2022 im 60-Meter-Lauf bei den Hallenweltmeisterschaften in Belgrad und egalisierte dort mit 7,04 s im Finale ihre Bestleistung und gewann damit die Bronzemedaille hinter der Schweizerin Mujinga Kambundji und ihrer Landsfrau Mikiah Brisco.

## Persönliche Bestzeiten
- 100 Meter: 11,08 s (+1,6 m/s), 13. Juni 2021 in Colorado Springs
  - 60 Meter (Halle): 7,04 s, 11. Februar 2022 in Fayetteville